# Aristocles de Sición
Aristocles de Sición, (Sición, siglo VI a. C.-Sición, siglo VI a. C.) fue un antiguo escultor griego.

## Biografía
Aristocles de Sición fue contemporáneo del escultor ático Aristocles  y, por lo tanto, estuvo activo en el siglo VI a. C.: broncista de Sición, hermano del famoso Cánaco de Sición, autor de un monumento de bronce de Apolo Filesio, conocido gracias a una serie de reproducciones de la escultura romana, y un poco menos estimado que él: un epigrama griego tardío recuerda la estatua de una "Musa", tocando el laúd, una de las tres famosas Musas representadas en Sición: las otras dos fueron ejecutadas por Aristocles y Cánaco.
Aristocles enseñó en una escuela de arte de Sición y tuvo como alumno, entre otros, al escultor Sinoón.